# Пластова водонапірна система
Пластова водонапірна система - гідравлічна система басейну напірних вод. У басейні напірних вод слід розрізняти:
- область живлення, в якій накопичуються запаси води,
- область стоку, тобто область, де напірна вода виходить на поверхню у вигляді джерел або змішується зі звичайною ґрунтовою водою,
- область напору.